# Baldur's Gate
Baldur's Gate är ett datorrollspel utvecklat av Bioware och utgivet av Black Isle Studios, som släpptes till Windows år 1998. Senare kom också en macversion. Spelet bygger på Advanced Dungeons & Dragons och utspelar sig i kampanjvärlden Forgotten Realms. Det är ett så kallat västerländskt, eller amerikanskt datorrollspel.
Baldur's Gate är också en stor stad i Forgotten Realms, i vilken en stor del av spelets senare delar utspelar sig. Med detta spel började historien om guden Bhaals barn. En berättelse som löpte genom hela spelserien och slutligen fick sin upplösning i expansionen till Baldur's Gate II, Throne of Bhaal (2001)

## Handling
I början av spelet får man utforma sin figur. Bl.a. får man välja klass, ras, livsåskådning (alignment, som speglar vad ens figur anser om lagar och ont/gott) och vissa grundfärdigheter. När spelet börjar är man cirka 20 år gammal och bor i borgen Candlekeep. Rollpersonens adoptivfar Gorion meddelar honom/henne att han/hon måste förbereda sig för en lång resa. Mer än så vill han inte säga och spelaren lämnas att själva göra sina förberedelser innanför borgens murar. I borgen bor även Imoen, en barndomsvän, som är mycket avundsjuk på rollpersonen för att denne skall ge sig ut och se den stora världen. Hon ber om att få följa med men oavsett vad du svarar så kommer det inte att ske.
När spelaren anser sig vara redo möter han sin adoptivfader vid borgens portar och ger sig av. Dock hinner de inte långt på sin resa tillsammans förrän de hamnar i ett bakhåll. En stor man i rustning med attitydproblem, kräver att Gorion överlämnar sin skyddsling eller blir dräpt där han står. Gorion vägrar och blir sålunda mördad. Spelaren själv har inget att säga till om i det här fallet, rollpersonen flyr från platsen oavsett vad man själv önskar. När spelaren återfår kontrollen över sin figur befinner man sig mitt ute i vildmarken och möts av Imoen som rymt för att följa med. Därefter ligger vägen fri men Gorion nämnde att han hade vänner som väntade på ett värdshus åt nordöst, kallat The Friendly Arm Inn.
Mycket händer under vägen, och allt som oftast kan du som spelare själv välja vilken väg du skall ta men i slutändan finns det bara ett mål: Att ta reda på vem som verkligen ligger bakom alla illdåd i och kring staden Baldur's Gate; Är det verkligen nationen Amn som ligger bakom det hela som ryktena säger eller upptäcker spelaren något mer ondskefullt?

## Spelsätt
Baldur's Gate var det första spelet som byggde på Biowares Infinity Engine som senare kom att användas på andra spel som baserade sig på Dungeons & Dragons, till exempel Icewind Dale och Planescape: Torment. Spelet spelas ur ett isometriskt perspektiv och är i realtid men med möjlighet att pausa för att kunna genomföra vissa taktiska beslut under strider. Eftersom spelet baserar sig på Dungeons & Dragons följer det rollspelets regler till viss mån. Rollpersonsskapande och nivåer hålls intakta och det finns också en möjlighet att se tärningskasten som sker i bakgrunden. Spelet är relativt fritt och låter spelaren utforska kartan med endast några få förhinder. Spelaren kan också styra upp till sex figurer samtidigt.
Flerspelsläge är även möjligt, då styr man minst en figur var (alla kan spela en var med då 6 stycken spelare eller så styr man några stycken vardera om man är färre).

## Tales of the Sword Coast
År 1999 släppte Interplay en expansion till spelet som innehöll fyra nya områden att utforska och en utökning på maximalnivån.